# Francisco Ibiapina
Francisco Miguel Pereira Ibiapina (Sobral, 3 de junho de 1774 - Fortaleza, 7 de maio de 1825) foi um revolucionário brasileiro.
Filho de Manuel Pereira de Sousa e Teresa Maria de Assunção, casou-se com Teresa Maria. José Antônio Maria Ibiapina, conhecido como Padre Ibiapina, foi um de seus filhos. Atuou de forma decisiva no Ceará contra o revolucionários da Revolução Pernambucana de 1817. Exerceu funções públicas como tabelião e escrivão nas cidades de Icó, Crato e Fortaleza. Envolve-se com a Confederação do Equador por descontentamento com os atos do Imperador na dissolução da Assembleia Constituinte. Foi eleito como deputado cearense no Congresso Federativo em Pernambuco.
Depois da derrotado o movimento revolucionário, foi julgado pela comissão militar, chefiada pelo Coronel Conrado Jacó de Niemeyer, sendo considerado culpado e condenado a morte por fuzilamento. A execução ocorreu na manhã do dia 7 de maio de 1825 no Campo da Pólvora, atual Praça dos Mártires.